# 國立中央大學 (汪精衛國民政府)

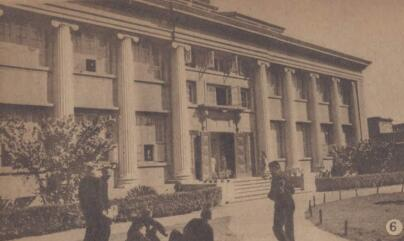
1942年的中央大学教室真知堂。

1940-1945年南京的國立中央大學由汪精衛國民政府辦學。辦學的緣起是抗日战争期間原国立中央大学於1937年西迁重慶。1944年統計全校學生940人，多為日本軍事佔領區內貧寒學生。

## 校史
經汪精衛國民政府的教育部長趙正平提議，1940年4月成立復校籌備委員會；身在重慶的第三次蔣中正內閣不認可其校名而稱「伪」中央大学。起初復校校址設在南京建鄴路的中央政治學校舊址。1942年8月，因器材圖書短缺老舊，學校遷至南京金陵大學校址（此时金陵大学迁至四川成都）。
1940年7月成立招生委員會，在日本軍事佔領的南京、北平、上海、蘇州、杭州、武漢、廣州等七個城市招生，首屆錄取674位學生，所有錄取生一律免收學雜費、住宿費，二年制師專及農專生免收膳食費。1944年統計全校學生總數為940人，其中文學院70人，法商學院290人，教育學院75人，理工學院205人，農學院150人，醫學院150人。
1945年8月汪精衛國民政府倒台，宋子文內閣教育部長朱家驊於9月下令解散「伪」中央大学，将包括交大在内的上海6所院校学生划为“伪学生”，頒布《淪陷區專科以上學校學生、畢業生甄審辦法》（或稱《偽專科以上學校學生畢業生甄審辦法》），並於10月中旬，在北平、天津、上海、南京設立臨時大學補習班，令原淪陷區在校生先補習再進行考試，至於已畢業的學生則需補交論文以及蔣介石所著的《中國之命運》閱讀心得報告，經審核通過方獲合格證書。此舉被認為有歧視淪陷區學生之意，引起淪陷區民眾極大反彈，认为未能随国民政府西迁的平民、学生，于沦陷区生活学习，缘于国民政府溃败所致的无奈之举，提出“人民无伪，学生无伪”。最後教育部取消甄審考試，改臨時大學補習班為臨時大學，以收容尚未畢業的在校學生。汪精衛國民政府國立中央大學的學生分至南京臨時大學、上海臨時大學。1946年6月，教育部撤消臨時大學，應屆畢業生發給畢業證書授予學位，在校學生則按原學校院系與地區，分發至中央大學、安徽大學、交通大學、江蘇醫學院、浙江大學等校繼續就讀。
抗戰勝利後，中央大學於1946年遷回南京。經與金陵大學協商，汪精衛國民政府國立中央大學校址和圖書雜誌歸金陵大學，儀器設備和檔案由中央大學接收。

## 學生來源
學生絕大多數家境貧困，沒有生活來源者靠在校外兼職做教員甚至拉黃包車糊口，轉學或輟學現象嚴重。各學院教師甚至院長很不穩定，例如，五年間醫學院院長一職十易其人，教育學院院長七易其人，校長也四易其人。
儘管辦學條件差，該校仍造就一批人才，如中國科學院院士胡聿賢 、鐵道兵總工程師潘田、台灣大學教授趙榮澄、台灣實業鉅子鄒祖焜（新亞建設創辦人）、程志新（前國際青商總會會長，推動台灣十大傑出青年選拔活動）等人。前中國共產黨中央委員會總書記江澤民也曾就讀於此。

## 学生社团

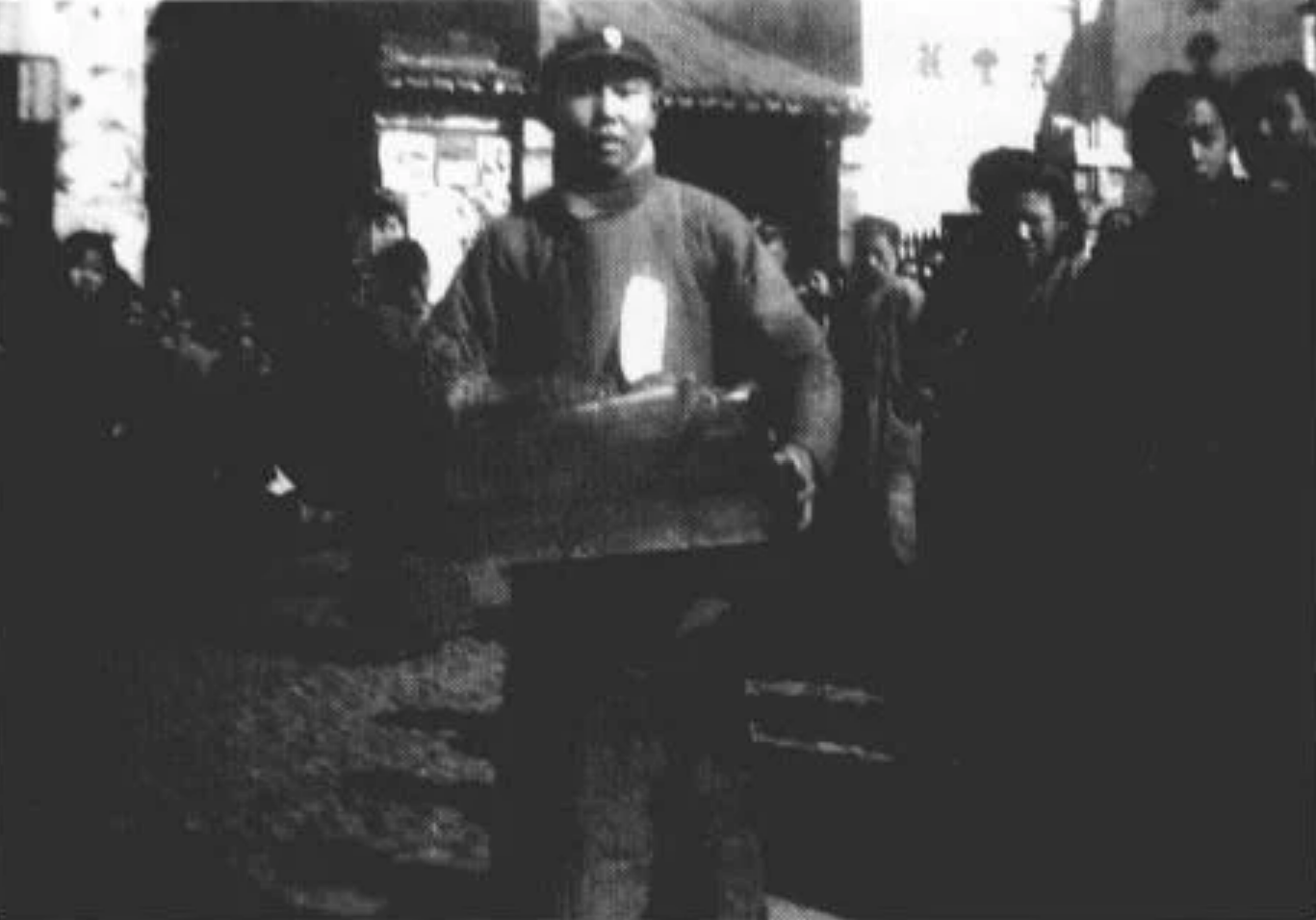
参加清毒运动的学生搬运抄出的鸦片（王嘉猷提供）

中央大学的学生自发秘密组织抗日群体，包括群社、中华青年救国会。中共地下党则在学生中成立多个外围组织，包括青年救国社、团结救国社、民社。这些组织出版的刊物有《新知识》、《炬火》、《萤光》。

### 青年救国社
1941年11月，青年救国社在中央大学成立，是中国共产党的外围组织。1943年12月，该社发起清毒运动，吸引3000人参加。1944年7月停止活动，成员多加入中国共产党。

## 外部連結
- 沦陷区的南京中央大学